# Pi (letter)
De pi (hoofdletter Π, onderkast π, Grieks: π) is de zestiende letter van het Griekse alfabet. π' is het Griekse cijfer voor 80 en ,π voor 80 000 (een komma voor de letter geeft een duizendtal aan).
Er is een andere schrijfwijze van de kleine letter pi, die lijkt op de kleine letter omega: {\displaystyle \varpi }.
De pi wordt uitgesproken als /p/, zoals in papa.

## Wiskunde
- In de wiskunde staat kleine letter pi ({\textstyle \pi }) voor het getal 3,14159265358979...
- De hoofdletter pi ({\textstyle \Pi }) wordt gebruikt om een product aan te geven en wordt bijgevolg het multiplicatieteken genoemd.